# 巨人捕鸟蛛
巨人捕鸟蛛（學名：Theraphosa blondi），或称歌利亚食鸟蛛，属于捕鸟蛛科。它于南美洲北部发现，从重量和体积来看是世界上最大的蜘蛛，腿的跨度仅次于巨型猎人蛛。将它称为“捕鸟蛛”源自18世纪早期瑪麗亞·西碧拉·梅里安雕刻的铜版画，该画展示了一只蜘蛛在吃蜂鸟。尽管有这个名字，但巨人捕鸟蛛很少捕食鸟类。

## 生命周期
与其他蜘蛛/捕鸟蛛不同，巨人捕鸟蛛雌性在交配时不吃雄性。雌性在3至6年内成熟，平均寿命为15至25年。雄性在成熟后不久死亡，寿命为3至6年。巨人捕鸟蛛颜色从深到浅棕色不等，腿上有模糊的标记；身体、腹部和腿上都有毛发。雌蜘蛛可在任意地点产下100到200个卵，它们在6到8周内孵化成幼蛛。

## 体型

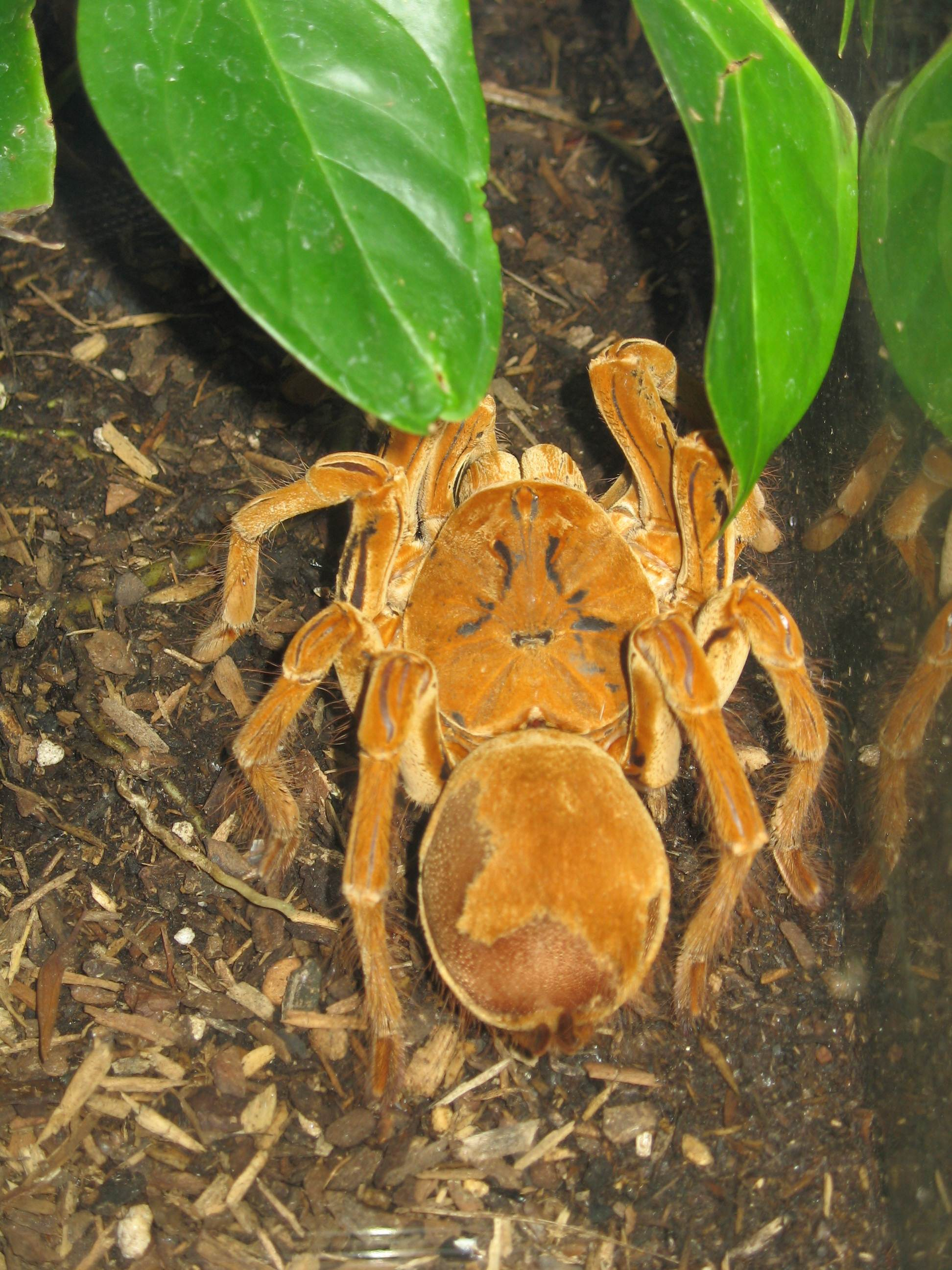
南美洲发现的巨人捕鸟蛛

这些蜘蛛的足展長度可达28厘米（11英寸），体长可达11.9厘米（4.7英寸），体重可达175克（6.2盎司）。巨人捕鸟蛛是少数几种没有胫骨刺的捕鸟蛛物种之一，胫骨刺一般位于成年雄性的第一对腿上。

## 分布与栖息地
巨人捕鸟蛛原产于南美洲北部的丘陵雨林地区：苏里南、圭亚那、法属圭亚那、巴西北部和委内瑞拉南部，在亚马逊雨林中最容易发现。这种蜘蛛是陆生、夜间活动的，生活在深的洞穴中，通常在草沼或树沼地区。这种蜘蛛是南美洲东北部的一种当地菜肴，通过烧掉螫毛，然后用香蕉叶烘烤而成。據稱其味道「類似蝦類」。

## 习性

### 自卫

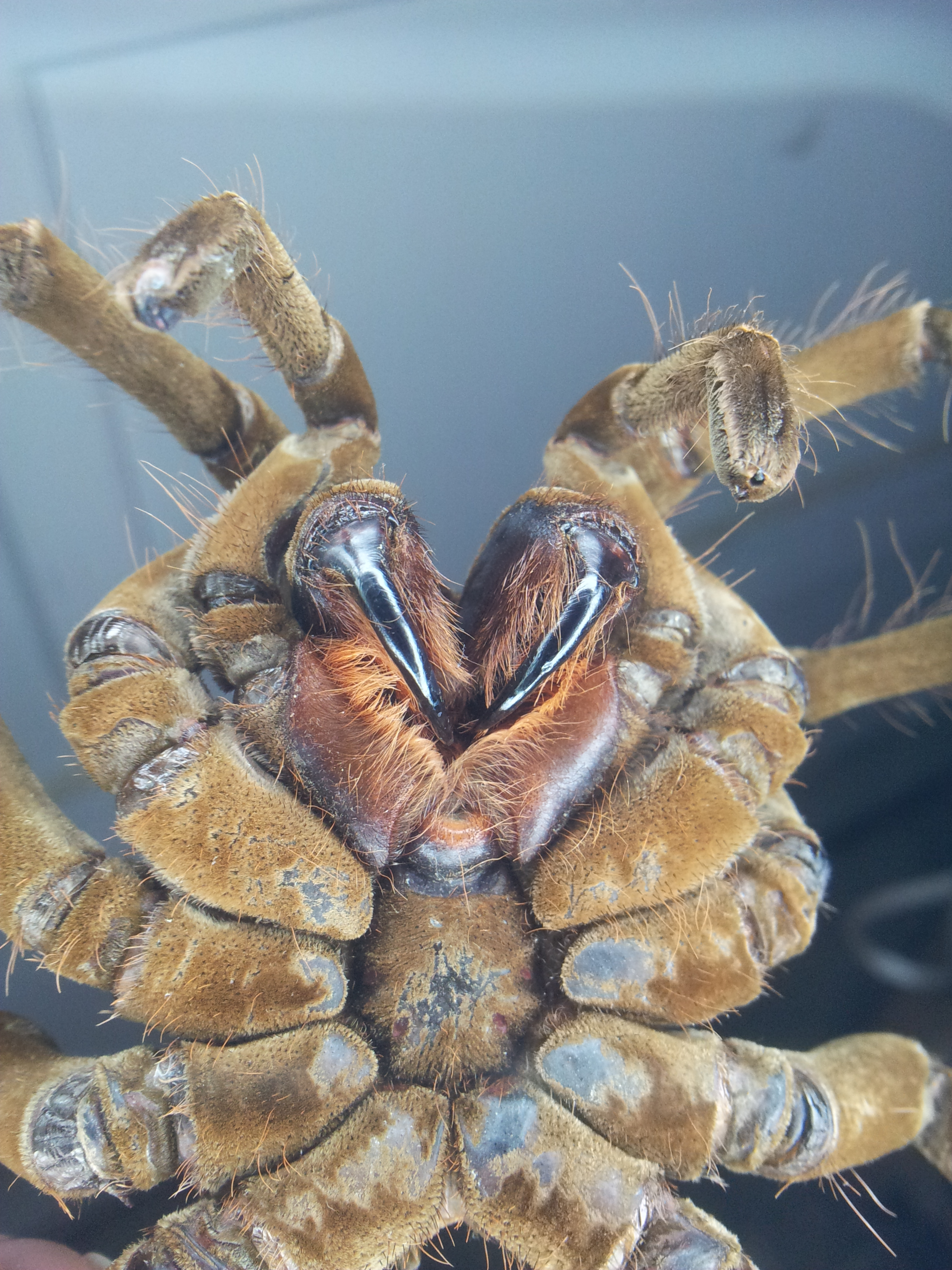
被关住的一只成年雌性

遇到威胁时，巨人捕鸟蛛会摩擦觸肢和腿上的刚毛来发出摩擦声。还会用后腿摩擦腹部，此自衛動作稱為「踢毛」，释放对皮肤和黏膜有剧烈刺激作用的毛发。这些螫毛对人类有害。

像所有的捕鸟蛛一样，巨人捕鸟蛛有很大的尖牙（1.9-3.8厘米或0.75-1.50英寸），足以刺破人类的皮肤，在受到威胁时会用来叮咬。牙齿中携带毒液，但毒性相对较低，其作用与黄蜂的叮咬相当。捕鸟蛛通常只在自卫时才咬人，而且不一定会引发动物毒素中毒（被称为“干咬”）。

## 食性
尽管叫捕鸟蛛，其捕食鸟类的现象十分罕见；在野外，它的食谱主要为其他大型节肢动物，蠕虫和两栖动物。然而，由于其体型和临时起意的捕食习惯，它们也常会杀死和食用各种昆虫和小型陆生脊椎动物。人们曾在野外观察到巨人捕鸟蛛以啮齿动物、青蛙、蟾蜍、蜥蜴甚至蛇为食。